# Slukefter

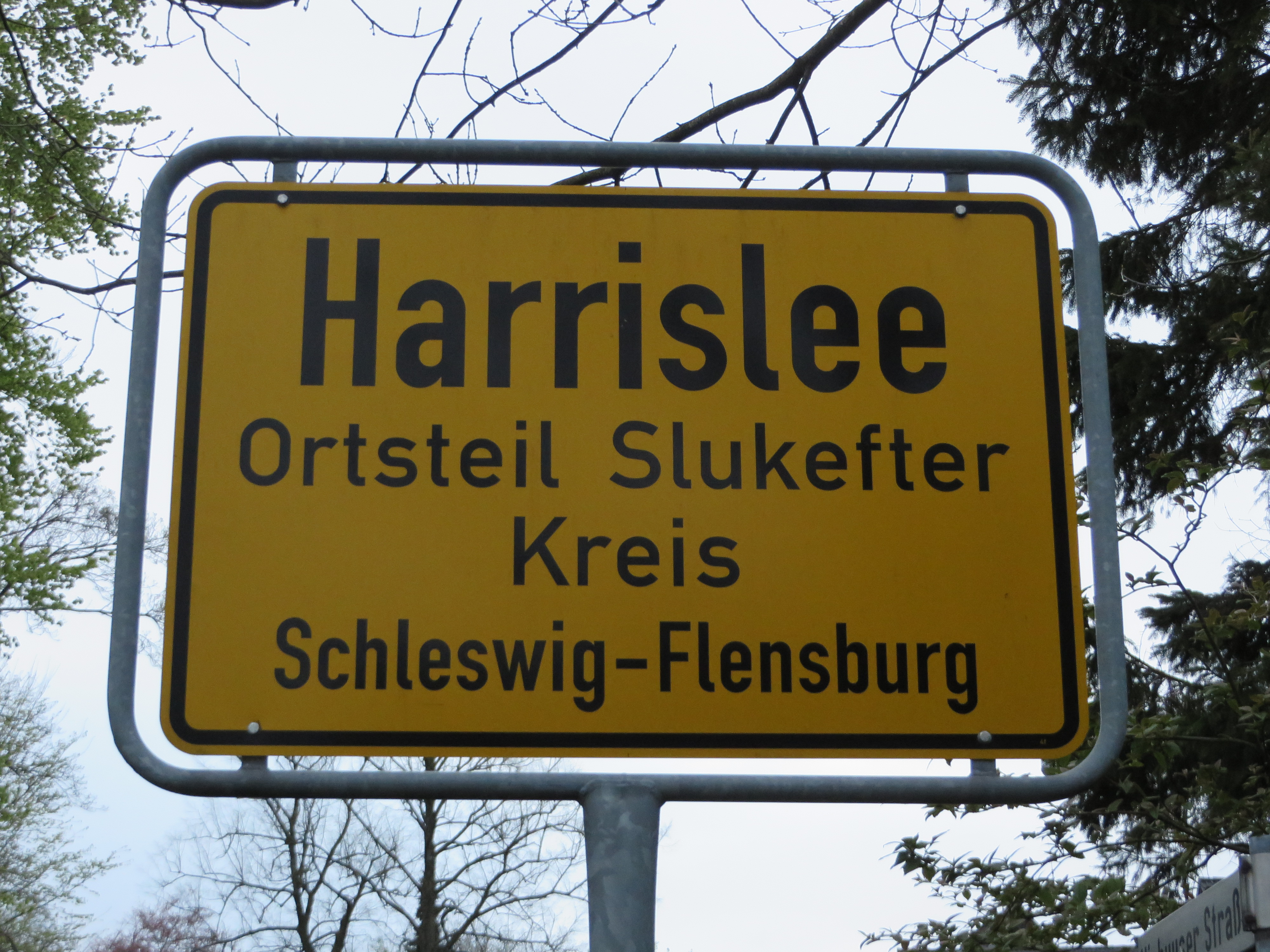
Schild vom Ortsteil Slukefter

Slukefter (deutsch auch: Schluckefter; dänisch Slukefter) ist ein Ortsteil der Gemeinde Harrislee.

## Hintergrund
Der Ortsteil liegt südlich von Klueshof am östlichen Rand an der Westtangente, welche heute die Grenze nach Flensburg markiert. Der Name des kleinen Ortes geht auf eine ehemalige Wirtshauskate zurück, die den Namen Slukefter trug. Im Niederdeutschen bedeutet „Sluck“ so viel wie „Schluck“ und dänisch „efter“ bedeutet so viel wie „(da)nach“. Die Gastwirtschaft, bei der, nach einem Besuch in der Stadt Flensburg, ein „Schluckdanach“ zu bekommen war, existierte von 1726 bis 1906, wobei die Gastwirtschaft im 19. Jahrhundert zeitweise die Namen „Marienlust“ und „Mariental“ trug. Auch andernorts in Dänemark, beispielsweise in Haderslev und Odense, trugen und tragen Gasthäuser den Namen „Slukefter“, der auch dort jeweils auf einen „Nachschluck“ nach dem Besuch eines angrenzenden Ortes hinweist.
Anfang des 20. Jahrhunderts befanden sich bei Slukefter nur wenige Häuser und ein Großteil des Gebietes war noch unbebaut. Durch eine langfristige Siedlungsplanung wuchsen Harrislee-Dorf, Harrisleefeld sowie Slukefter zum heutigen Ort Harrislee zusammen. Nach dem Zweiten Weltkrieg waren sehr viele Flüchtlinge und Heimatvertriebene in den Flensburger Raum gezogen (vgl. Einwohnerentwicklung von Flensburg). 1950 entstanden bei Slukefter für Flüchtlinge und Heimatvertriebene 20 Doppelwohnhäuser, die Raum für 40 Familien boten. Um den Familien die Möglichkeit zur Selbstversorgung zu bieten, lag deren Grundstücksgröße bei 1500 m². Auch in der Zeit danach entstanden bei Slukefter offenbar noch zahlreich weitere Einfamilienhäuser. Die Zufahrtsstraße zum kleinen Ort trägt den Namen Slukefterbogen (Lage), die den Ort durchkreuzende Straße trägt den Namen Slukefterweg (Lage). Der erwähnte Slukefterbogen mündet in der Niehuuser Straße, die weiter nach Norden bis nach Niehuus führt. Der südlichste Teil der Niehuuser Straße führt nach Flensburg zur Bau’er Landstraße.
Kurz vor dem dortigen Ende der Niehuuser Straße haben drei Grenzsteine Flensburgs die Zeiten überdauert (Lage). Auf Harrisleer Gebiet stehen diese, auf Grund des Flächentauschs, des Jahres 1972, der weitgehend die Westtangente als neue Grenze festlegte. Über die besagte, nahegelegene Bau’er Landstraße ist des Weiteren die Nordstadt Flensburgs erreichbar, wo auch Buslinien der Stadt Flensburg erreichbar sind. Von 1989 bis 2008 war Slukefter noch direkt mit der Buslinie 4 der Stadt erreichbar, danach wurde ihre Route zum Frösleeweg hin verlegt.